# Tutto il mondo è palese
Tutto il mondo è palese è un film del 2020 diretto da Dado Martino.

## Trama
La storia degli abitanti di due paesini posti sull'Appennino che non avendo nulla da fare litigano sempre fra di loro. Quando in un baule verrà ritrovato un dipinto di grande valore la situazione si complicherà.

## Distribuzione
Il film è stato distribuito nelle sale cinematografiche italiane a partire dall'8 ottobre 2020.